# Список эмиров Абу-Даби
Список шейхов и эмиров Абу-Даби — список правителей Абу-Даби с 1761 года по настоящее время.
Шейхи из клана Аль Нахайян находятся у власти в эмирате Абу-Даби с 1761 года, то есть более 250 лет. В 1971 году с вхождением Абу-Даби в состав ОАЭ шейх Аль Нахайян принял титул эмира Абу-Даби.
| Время правления                   | Имя                                   | Примечания             |
| --------------------------------- | ------------------------------------- | ---------------------- |
| 1761—1793                         | Шейх Зийаб I ибн Иса Аль Нахайян      | ум. 1793               |
| 1793—1816                         | Шейх Шахбут I ибн Зийаб Аль Нахайян   | ум. 1816               |
| 1816—1818                         | Шейх Мухаммад ибн Шахбут Аль Нахайян  |                        |
| 1818 — …. (совместно)             | Шейх Шахбут I ибн Зийаб Аль Нахайян   |                        |
| 1818 — апр. 1833 (совместно)      | Шейх Тахнун I ибн Шахбут Аль Нахайян  | ум. 1833               |
| апр. 1833—1845 (совместно)        | Шейх Халифа I ибн Шахбут Аль Нахайян  | уб. 1845               |
| апр. 1833 — июль 1845 (совместно) | Шейх Султан I ибн Шахбут Аль Нахайян  | уб. 1845               |
| июль 1845 — сен. 1845             | Шейх Иса ибн Халид (узурпатор)        |                        |
| сен. 1845 — дек. 1845             | Шейх Зийаб II ибн `Иса (узурпатор)    |                        |
| дек. 1845—1855                    | Шейх Саид ибн Тахнун Аль Нахайян      |                        |
| 1855—1909                         | Шейх Заид ибн Халифа Аль Нахайян      | р. ок. 1840 — ум. 1909 |
| май 1909 — октябрь 1912           | Шейх Тахнун II ибн Заид Аль Нахайян   | р. 18.. — уб. 1912     |
| октябрь 1912 — 22 августа 1922    | Шейх Хамдам ибн Заид Аль Нахайян      | р. 1881 — уб. 1922     |
| 22 августа 1922 — 4 августа 1926  | Шейх Султан II ибн Заид Аль Нахайян   | р. 1881 — уб. 1926     |
| 4 августа 1926 — 1 января 1928    | Шейх Сакр ибн Заид Аль Нахайян        | р. 1887 — уб. 1928     |
| 1 января 1928 — 6 августа 1966    | Шейх Шахбут II ибн Султан Аль Нахайян | р. 1905 — ум. 1989     |
| 6 августа 1966 — 3 ноября 2004    | Шейх Заид II ибн Султан Аль Нахайян   | р. 1918 — ум. 2004     |
| 3 ноября 2004 — 13 мая 2022       | Шейх Халифа II ибн Заид Аль Нахайян   | р. 1948 — ум. 2022     |
| 13 мая 2022 — наст. время         | Шейх Мухаммад ибн Заид Аль Нахайян    | р. 1961                |